# Benozzo Gozzoli

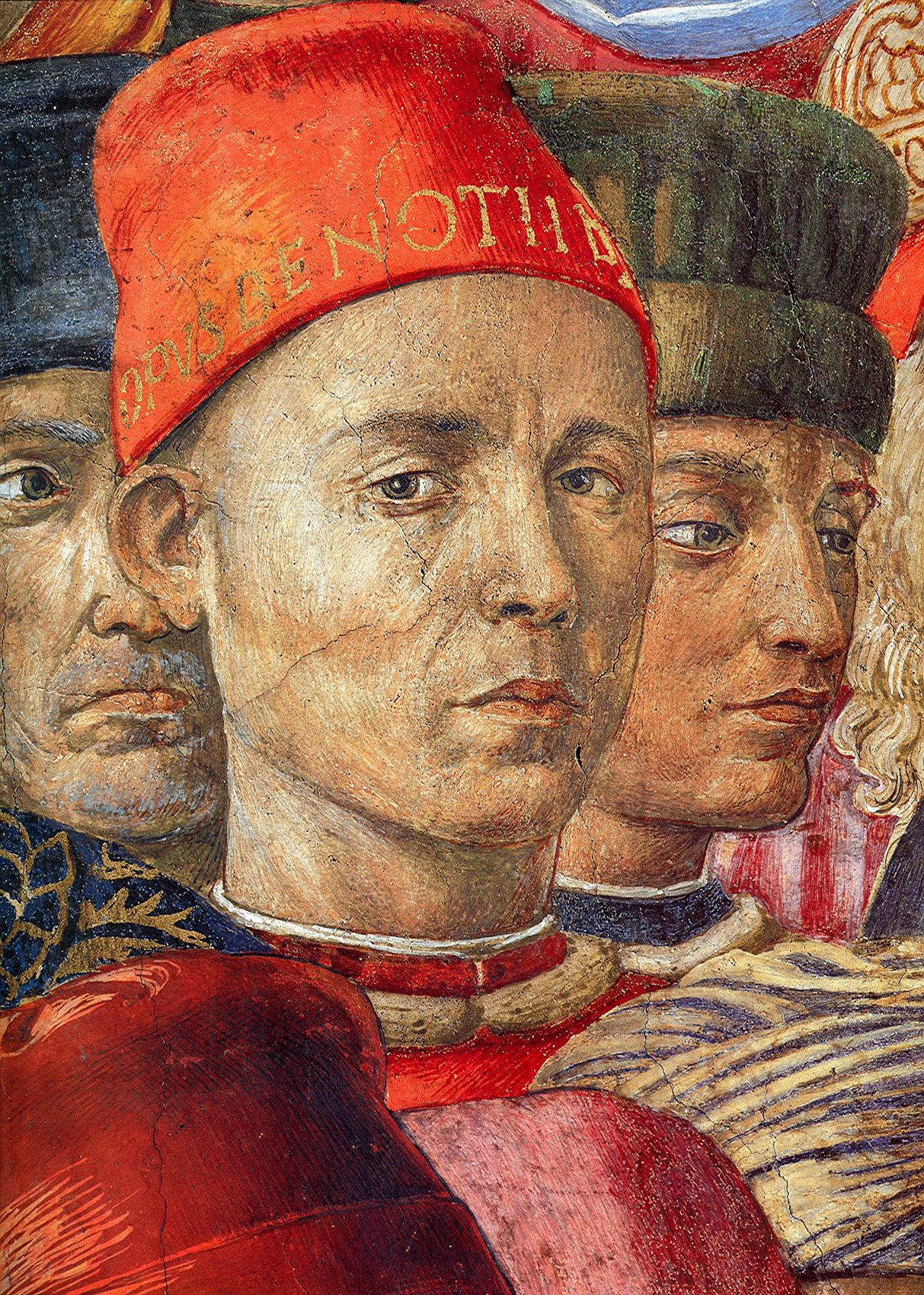
Autoritratto (Opus Benotii) nella Cappella dei Magi, Palazzo Medici Riccardi, Firenze.

Benozzo Gozzoli, noto anche come Benozzo di Lese di Sandro (Scandicci, 1420 – Pistoia, 4 ottobre 1497), è stato un pittore italiano.

## Biografia

### Formazione
Nacque intorno al 1420 nel villaggio di San Colombano, presso la Badia a Settimo (Scandicci). Dal Vasari, oltre le poche notizie sulla vita di Benozzo, riceviamo anche il nome con cui lo conosciamo: il vero nome del pittore era infatti Benozzo di Lese, ribattezzato poi dal Vasari, nella seconda stesura delle Vite (1568), Benozzo Gozzoli.
Nel 1427 si trasferì con la famiglia a Firenze. Le ipotesi degli storici dell'arte sulla sua prima formazione risultano piuttosto discordanti: l'ipotesi più accreditata sembrerebbe quella di Giorgio Vasari, secondo il quale Benozzo sarebbe stato discepolo di Beato Angelico. Di fatto, si ha la certezza che ricevette una valida formazione in maturità dal maestro Angelico, ne fu infatti collaboratore a Firenze nella decorazione del convento e della chiesa di San Marco. Furono eseguiti dal Gozzoli su progetto dell'Angelico: la Preghiera nell'Orto nella cella 34, l'Uomo dei Dolori nella cella 39, la Crocifissione con la Vergine e i Santi Cosma, Giovanni Evangelista e Pietro Martire nella cella 38.
Tra il 1437 e il 1439 circa realizzò il Ratto di Elena, tavoletta ottagonale che decorava la fronte di un cassone. Tra il 1440 e il 1445 circa eseguì la Madonna col Bambino e nove Angeli della National Gallery di Londra. Il connubio formativo con il maestro durò ininterrottamente per un decennio, fatta salva la parentesi 1444-1447, in cui si impegnò a lavorare alla Porta del Paradiso del Battistero di Firenze come collaboratore di Lorenzo e Vittorio Ghiberti, forse gli si può attribuire il pannello con la storia di David. Il 23 maggio del 1447 è a Roma insieme all'Angelico chiamato da Eugenio IV per la decorazione di una cappella nel palazzo Apostolico, forse quella del Sacramento, successivamente i due pittori collaborarono sotto Papa Niccolò V per la Cappella Niccolina sempre nei palazzi vaticani, fino al giugno del 1448.
Al 1449 circa risale lo stendardo con la Madonna col Bambino per la Basilica di Santa Maria sopra Minerva, dove il progetto e il disegno sono forse di Beato Angelico. Per il polittico Guidalotti dell'Angelico realizzato nel 1448 circa, Benozzo realizzò la figura di Santa Caterina d'Alessandria. Il periodo di collaborazione e formazione alla stregua di Beato Angelico terminò nel 1449 con la decorazione delle volte della Cappella Nuova o di San Brizio nella cattedrale di Orvieto; nelle uniche due vele della volta terminate, il Gozzoli eseguì parte delle teste dipinte nei costoloni e alcuni dei volti della vela dei Profeti.

### In Umbria e nel Lazio

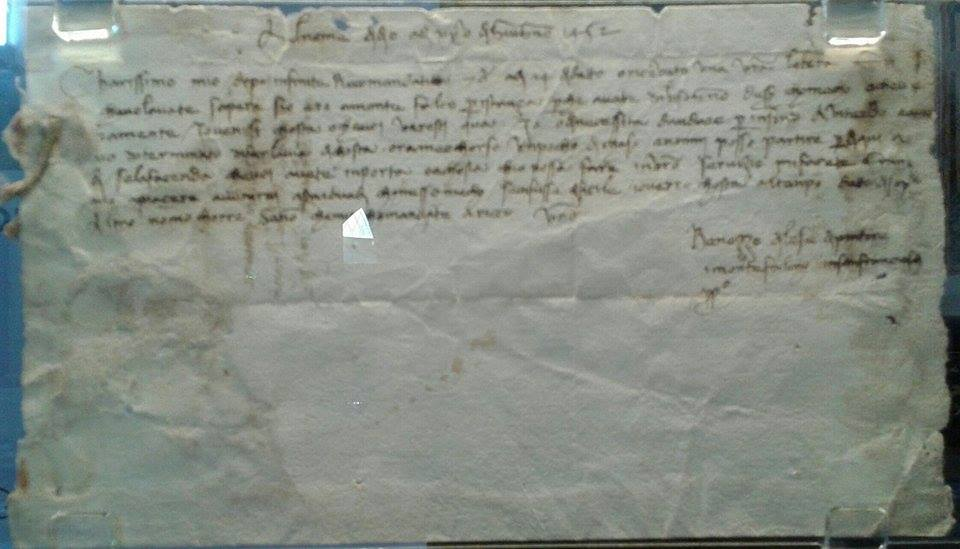
Lettera autografa del 27 giugno 1452. In questa Lettera, inviata da Benozzo a Montefalco, comunica l'impossibilità di raggiungere a Firenze Michele di Felice Brancacci. Lettera conservata attualmente presso la Pinacoteca Comunale - Museo di San Francesco Via Ringhiera Umbra - Montefalco (PG)

Terminato il sodalizio con il suo maestro, nel 1450 si trasferì in Umbria e a quell'anno risale l'Annunciazione di Narni, prima opera autonoma e firmata: OPU[S] BENOT[I] DE FLORENT[IA].
Nel 1450 circa iniziò la decorazione della pieve di San Fortunato a Montefalco: di Gozzoli sono la lunetta con Madonna col Bambino tra i santi Francesco e Bernardino da Siena, la Madonna col Bambino e un angelo musicante, e San Fortunato in trono; per l'altare maggiore della stessa chiesa realizzò la tavola con la Madonna della cintola, oggi alla Pinacoteca vaticana.
Tra il 1450 e il 1452 realizzò su commissione della Monache clarisse di Montefalco la tavola con Sant'Orsola angeli e Donatore (forse suor Ginevra).

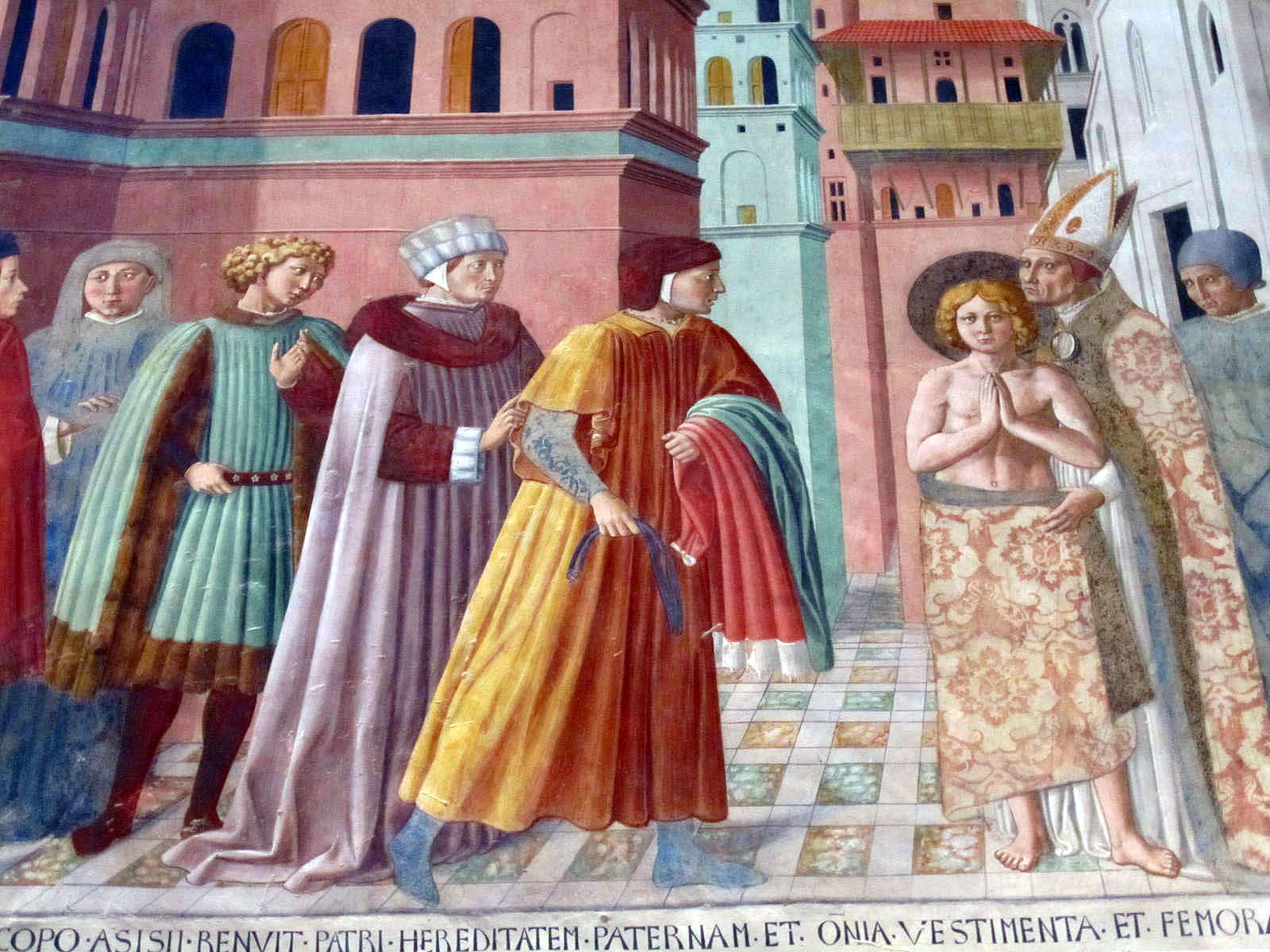
Benozzo Gozzoli- Rinuncia degli averi (ciclo Storie della vita di san Francesco), 1452, Chiesa di San Francesco, Montefalco

Del 1452 sono gli affreschi della tribuna absidale nella chiesa di San Francesco con le Storie della vita di san Francesco, commissionati da un colto committente, teologo e predicatore fra' Jacopo da Montefalco dell'Ordine dei frati minori. La fonte iconografica è probabilmente il De conformitate vitae beati Francisci ad vitam Domini Jesu di fra Bartolomeo da Pisa. La base è formata da una fascia a girali con ritratti dei francescani famosi, le scene con le storie della vita di san Francesco sono divise in dodici riquadri su tre registri, e sulla volta i cinque santi dell'Ordine e san Francesco in gloria tra gli angeli e sull'intradosso dell'arco trionfale Francesco mostra le stimmate attorniato da dodici compagni.
Nella cappella di San Girolamo, contemporaneamente alla realizzazione degli affreschi con la vita di san Francesco, vi realizzò al centro della scena un finto polittico completamente dipinto, nel registro inferiore episodi della Vita di san Girolamo e nella lunetta Crocifissione. Sulla fascia che divide i due registri è la scritta "costruita e dipinta…il primo giorno di novembre del 1452". Si trattò di uno dei primi esempi di pittura illusionistica ma anche un modo per promuovere le sue capacità. Dello stesso anno è la Madonna dell'Umiltà col Bambino e i santi Francesco e Bernardino da Siena e il donatore fra Jacopo da Montefalco.
Sua anche l'Annunciazione, commissionata dal cardinale Berardo Eroli già nella chiesa di San Domenico, in Narni e ora nel Museo Eroli della stessa città. Al centro della colonna nella parte centrale della scena si nota lo stemma del committente.
Nel 1453 le Clarisse del convento di Santa Rosa a Viterbo commissionarono a Benozzo un ciclo di affreschi con le Storie della vita di Rosa da Viterbo, distrutti nel 1632; furono però copiati da Francesco Sabatini prima di essere distrutti.
Del 1456 è la Madonna dell'Umiltà con santi, nota come Pala della Sapienza Nuova, per il Collegio di San Gerolamo a Perugia, firmata e datata.

### A Firenze

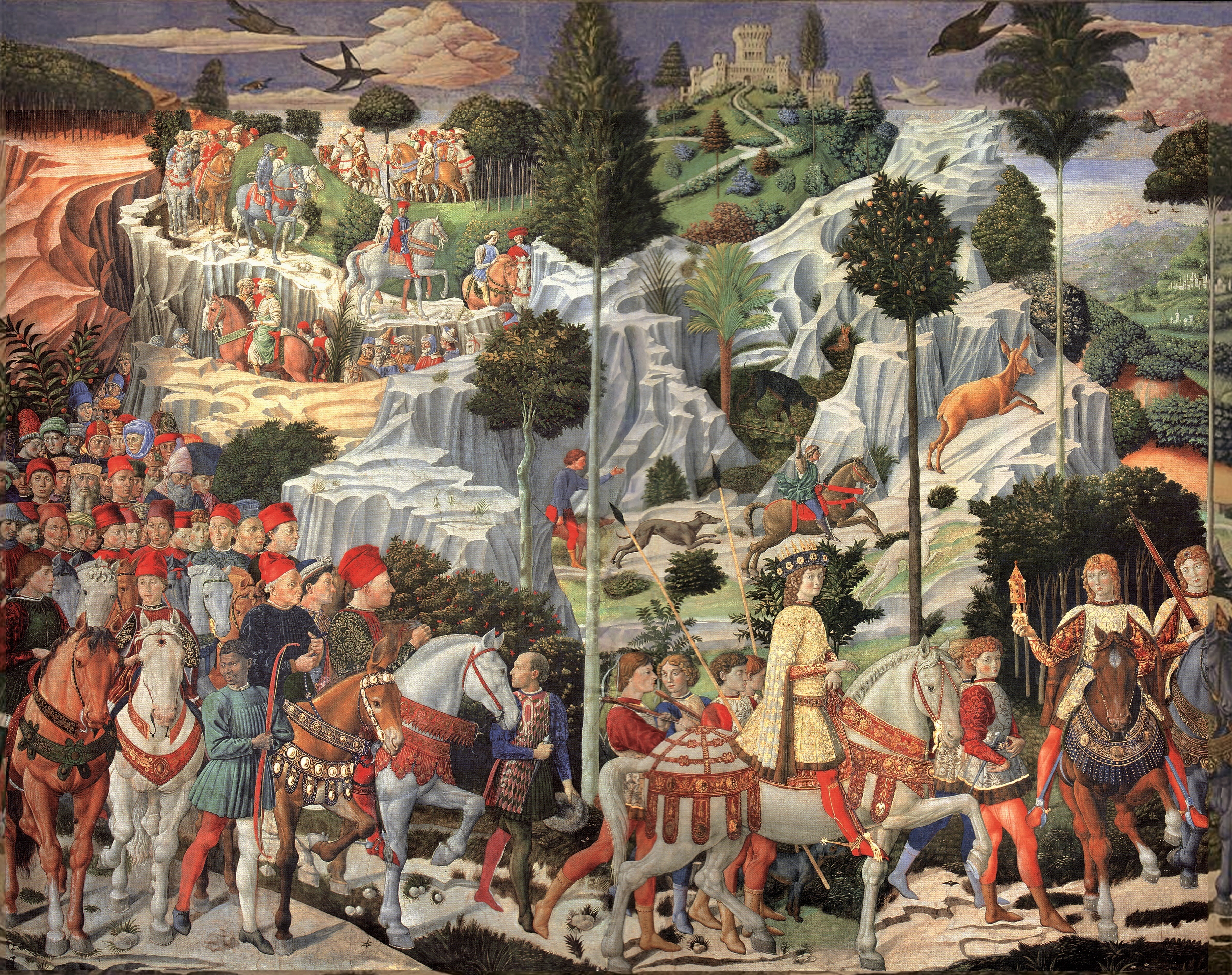
Cappella dei Magi, Firenze

Nel maggio del 1459 Benozzo tornò a Firenze, dove sposò la figlia di un mercante di tessuti, da cui ebbe nove figli, fra cui Francesco, Girolamo e Alesso pittori; nel luglio dello stesso anno iniziò il completamento della Cappella dei Magi nel Palazzo dei Medici con il fiabesco Viaggio dei Magi, su commissione di Piero de' Medici. In realtà l'episodio evangelico fu solo un pretesto per raffigurare i successi politici della famiglia Medici e immortalare alcuni ritratti di famiglia e di importanti personalità con i quali avevano intessuto rapporti.
Al 1460 risale la Madonna col Bambino e angeli di Detroit.
Nel 1461 eseguì, prima di lasciare Firenze per San Gimignano, la Pala della Purificazione, commissionata dalla Compagnia di Santa Maria della Purificazione e di San Zenobi in San Marco di Firenze.
Tra il 1461 e il 1462 è la scena di predella con il Festino di Erode della National Gallery of Art di Washington.

### A San Gimignano
Nel coro della chiesa di Sant'Agostino a San Gimignano affrescò il ciclo con le Storie della vita di sant'Agostino, commissionato da fra' Domenico Strambi, un dotto frate agostiniano, nel 1464. Sempre in quello stesso anno gli agostiniani decisero di far realizzare al pittore un affresco votivo con San Sebastiano intercessore a circa metà della navata centrale della chiesa. San Gimignano era stata colpita duramente dalla peste tra il 1462 e il 1464. Il Comune aveva già deliberato, fin dal gennaio del 1463, di far realizzare un affresco con l'immagine di San Sebastiano all'interno della Collegiata, ma nel giugno 1464 alla nuova esplosione del morbo gli agostiniani chiesero al Gozzoli di lasciare momentaneamente in sospeso la decorazione del coro per dedicarsi alla realizzazione di questo affresco votivo che risulta completato il 28 luglio 1464.
Nel 1465 il Comune di San Gimignano incaricò il Gozzoli di portare a compimento l'affresco con il San Sebastiano per il quale aveva deliberato fin dal 1463. Il pittore lo terminò il 18 gennaio 1466, due giorni prima della festa del santo.
Realizzò anche due pale d'altare, entrambe conservate nel Museo civico della città: una Madonna col Bambino in trono, incoronata da due angeli, e i Santi Giovanni Battista, Maria Maddalena, Agostino e Marta firmata e datata 1466, dipinta per la chiesa conventuale di Maria Maddalena a San Gimignano; l'altra, Madonna dell'Umiltà tra sant'Andrea e san Prospero, e due angeli, firmata e datata 28 agosto 1466.
Durante il soggiorno sangimignanese Benozzo si occupa anche del restauro della Maestà (1317) di Lippo Memmi posta nell'odierna "Sala di Dante" all'interno del Palazzo pubblico. Il lavoro venne eseguito entro il 1467.
Del 1466 è la pala d'altare della cappella Rustici in Santa Maria dell'Oro a Terni con il Matrimonio Mistico di santa Caterina.
Nel 1467 partì da San Gimignano per Pisa.

### Tabernacoli in Val d'Elsa e in Val d'Era

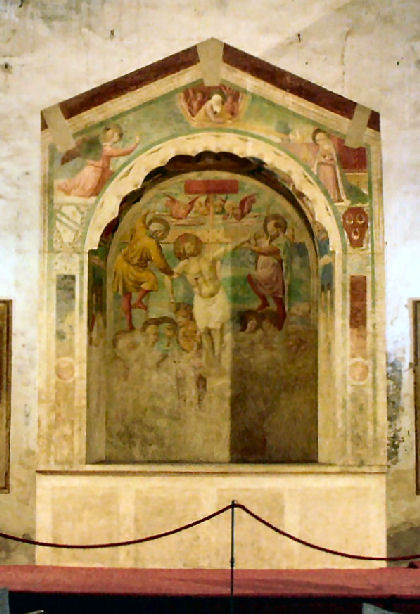
Tabernacolo dei Giustiziati, affreschi staccati, Certaldo, Ex Chiesa dei Santi Tommaso e Prospero

Al Gozzoli vennero commissionati molti tabernacoli durante tutta la sua attività.

Benozzo, negli anni in cui lavorava a San Gimignano, dipinse a Certaldo con l'aiuto della sua bottega il Tabernacolo dei Giustiziati che originariamente si trovava lungo la via Francigena, nelle immediate vicinanze del torrente Agliena e che adesso invece, dopo lo strappo degli affreschi avvenuto negli anni cinquanta del Novecento si trova nella ex chiesa dei Santi Tommaso e Prospero in Certaldo Alto, vicino al Palazzo Pretorio. Tra i suoi collaboratori figuravano Giusto d'Andrea, figlio del pittore Andrea di Giusto, e Pier Francesco Fiorentino. Nel 1467 il Gozzoli scriveva a Lorenzo de' Medici che un altro suo collaboratore, Giovanni della Cecca, nipote tra l'altro del Beato Angelico, era rinchiuso nelle carceri del Palazzo Pretorio di Certaldo, con l'accusa di aver rubato delle lenzuola dal convento in cui lungamente era stato ospitato! (molto probabilmente si trattava del convento di Sant'Agostino a San Gimignano). Il Gozzoli chiedeva al Magnifico un intervento risolutore per evitare che il poveretto non dovesse passare davanti al tabernacolo che aveva contribuito a realizzare.

Altro tabernacolo del Gozzoli si può ammirare a Legoli, provincia di Pisa, nell'attuale comune di Peccioli presso la cappella di Santa Caterina. Benozzo risiedette a Legoli dal 31 maggio del 1479 all'11 gennaio del 1480. È presumibile che il pittore abbia realizzato l'opera in quel lasso di tempo.

Alla committenza del priore di Castelnuovo d'Elsa, ser Grazia di Francesco, sono legati i due tabernacoli che si conservano nel comune di Castelfiorentino: l'uno detto della Madonna della Tosse (1484) e l'altro detto della Visitazione (1490-1491); entrambe le opere hanno subito lo strappo degli affreschi e sono conservate nel nuovo museo interamente dedicato: BEGO-Museo Benozzo Gozzoli, a Castelfiorentino.
Al 1490 (per la lettura di un'iscrizione) si fa risalire anche la realizzazione di una Santa Verdiana, conservata nel Palazzo Comunale di Castelfiorentino.

### Nel pisano (1467 - 1495)
Nel 1467 dunque Benozzo lasciò San Gimignano per recarsi a Pisa. In questi anni risulta che l'artista abbia aperto una bottega, come aiuto per la realizzazione degli affreschi per il Camposanto monumentale della città, commissionati nel 1468 e terminati nel 1484. Gli affreschi sono andati quasi completamente distrutti in seguito a un bombardamento USA del 1944.
Tra il 1470 e il 1475 eseguì la tavola col Trionfo di san Tommaso d'Aquino del Louvre, dipinta per la Cattedrale di Pisa.
Durante il citato soggiorno a Legoli (31 maggio 1479 - 11 gennaio 1480) contemporaneamente alla realizzazione del tabernacolo monumentale della cappella di Santa Caterina, Gozzoli dipinse a Volterra un affresco con la Cavalcata dei Magi per la Compagnia della Vergine Maria, attigua e comunicante con il duomo della città. L'affresco fa da fondale ad un presepio in terracotta anticamente attribuito allo scultore volterrano Zaccaria Zacchi e attualmente riferibile a maestranze fiorentine della seconda metà del Quattrocento.

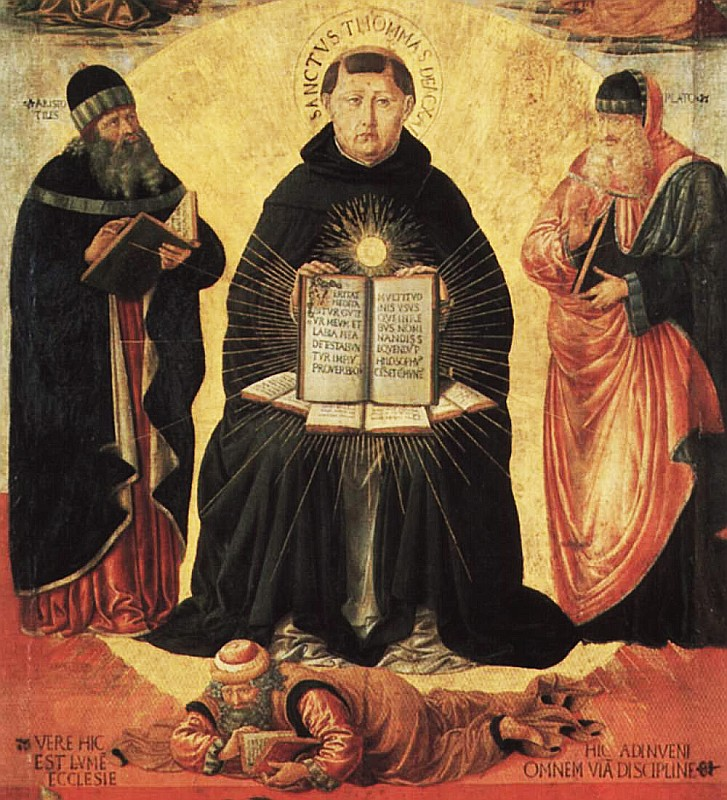
Benozzo Gozzoli, Trionfo di san Tommaso d'Aquino, particolare, Parigi, Museo del Louvre, 1470 - 1475
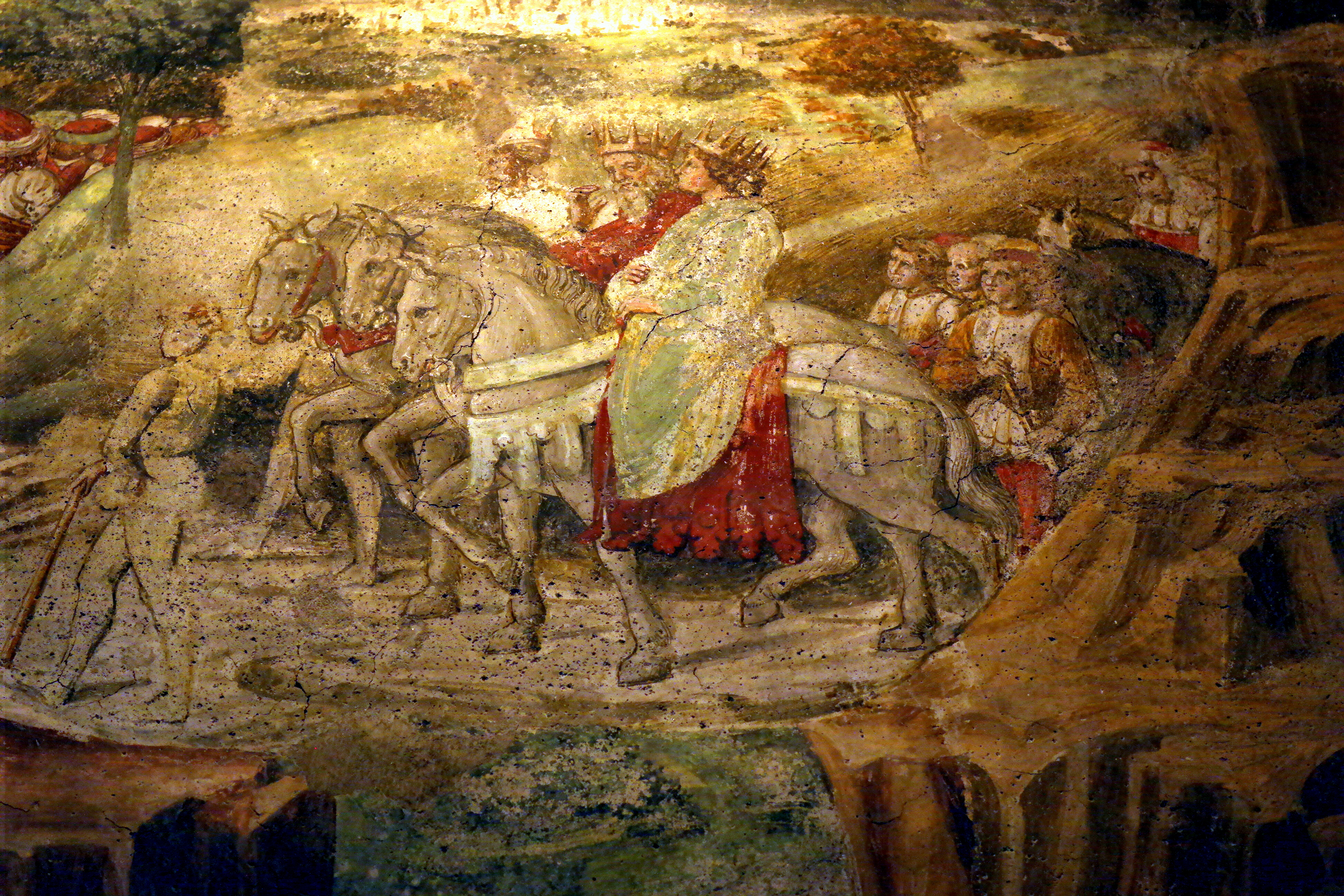
Benozzo Gozzoli, Cavalcata dei Magi, Volterra, Compagnia della Vergine Maria, 1479

### Gli ultimi anni
Nel 1495 tornò a Firenze in seguito alla discesa di Carlo VIII in Italia e alla cacciata dei Medici, suoi protettori. Dopo alcuni mesi arrivò a Pistoia dove erano i figli Francesco, suo collaboratore, e Giovan Battista, magistrato.
Il giorno prima della sua morte i figli vendettero al cardinale Niccolò Pandolfini, vescovo di Pistoia, due tavole, eseguite con la collaborazione dei figli Francesco e Alessio: la Deposizione dalla croce del Museo Horne a Firenze e la Resurrezione di Lazzaro della National Gallery of Art di Washington, in cui non v'è più traccia del decorativismo e del mondo fiabesco, ma tutto è retto da modi austeri e drammatici, modi influenzati dalla predicazione di Girolamo Savonarola.
Morì a Pistoia, forse di peste, nel 1497 e ivi fu sepolto nella chiesa di San Domenico. L'epitaffio presente nel Camposanto di Pisa ricordato da Vasari, biografo delle vite, è invece la lapide che, molto prima della sua morte, i pisani avevano offerto all'artista come segno di commemorazione e riconoscenza per gli affreschi che egli vi aveva eseguito.

## Opere

### Pittura
- Vergine con Bambino e nove angeli (Madonna del Baldacchino), tempera su tavola, 1440- 1445; Londra, National Gallery, proveniente da Firenze.
- Ratto di Elena, tempera su tavola, 1445 circa; Londra, National Gallery, proveniente da Firenze.
- Cristo in pietà, tempera su tavola, 1445-1450; Verona, Museo di Castelvecchio.
- Adorazione dei Magi (tondo), tempera su tavola, 1447-1450 (in collaborazione con Filippo Lippi); Washington, National Gallery of Art.
- Affreschi del convento di San Marco, ciclo di affreschi, 1440-1444 (in collaborazione con Beato Angelico); Firenze, Museo San Marco.
  - Adorazione dei Magi, cella n. 39;
  - Cristo deriso (meditazione), cella n. 7;
  - Crocifissione e la Vergine, cella n. 22;
  - Crocifissione con la Vergine e san Pietro martire, cella n. 29;
  - Cristo nel Getsemani e la Vergine in meditazione, cella n. 43.
- Cristo giudice e angeli; decorazioni a racemi, affreschi, 1447 (in collaborazione con Beato Angelico); Duomo di Orvieto.
- Il coro dei Profeti, affresco, 1447 (in collaborazione con Beato Angelico); Duomo di Orvieto.
- San Lorenzo davanti a Decio, affresco, 1448 (in collaborazione con Beato Angelico); Città del Vaticano, Cappella Niccolina.
- Martirio di san Lorenzo, affresco, 1448 (in collaborazione con Beato Angelico); Città del Vaticano, Cappella Niccolina.
- Madonna con Bambino benedicente, tempera su seta applicata a tavola, 1449; Roma, Basilica di Santa Maria sopra Minerva.
- Madonna con Bambino e angeli, tempera su foglia d'oro applicata a tavola, 1450 ca.; Honolulu, Honolulu Museum of Art.
- Natività, tempera su tavola, 1451-1453 (dall'Armadio degli Argenti di Beato Angelico, Firenze, Museo nazionale di San Marco), proveniente dalla Basilica della Santissima Annunziata a Firenze.
- Vergine con Bambino e due angeli, affresco (frammentario), 1450 circa; Roma, chiesa dei Santi Domenico e Sisto.
- Cristo in pietà tra la Vergine e san Giovanni evangelista, tempera su tavola, 1449-1450; Firenze, collezione Johnson.
- Annunciazione, tempera su tavola, 1450-1455; Narni, Museo Eroli.
- Angelo nunziante, affresco staccato e riportato su tela, 1449-1450; Pinacoteca civica di Foligno, proveniente dalla chiesa di San Domenico a Foligno.
- Ecce Homo, tempera su pergamena incollata su tavola, 1450 circa; Assisi, Museo del Tesoro della basilica di San Francesco.
- Annunciazione (tondo), tempera su tavola, 1450 circa; San Diego, Museum of Fine Art.
- Crocifissione e sant'Antonio da Padova, tempera su tavola, 1450 circa; Parigi, collezione privata, proveniente dal convento di San Fortunato a Montefalco.
- Sant'Orsola, tempera su tavola, 1450 circa; Washington, National Gallery of Art, proveniente da Montefalco.
- Madonna con Bambino e angelo musicante, affresco, 1450; Montefalco, eremo di San Fortunato.
- San Fortunato in trono, affresco, 1450; Montefalco, eremo di San Fortunato.
- Madonna con Bambino, i santi Francesco e Bernardino e sette angeli, affresco, 1450; Montefalco, eremo di San Fortunato.
- Pala di san Tommaso (o san Fortunato), tempera su tavola, 1450-1451; Città del Vaticano, Pinacoteca Vaticana, proveniente dall'eremo di San Fortunato a Montefalco.
- Storie di san Francesco, ciclo di affreschi, 1452; Montefalco, chiesa di San Francesco.
- San Francesco in gloria e santi, ciclo di affreschi sulla volta, 1452; Montefalco, chiesa di San Francesco.
- Storie di Cristo e di san Girolamo, ciclo di affreschi, 1452; Montefalco, chiesa di San Francesco.
- Finto polittico, affresco, 1452; Montefalco, chiesa di San Francesco.
- Madonna con Bambino, i santi Francesco e Bernardino e il committente fra' Jacopo da Montefalco, tempera su tavola, 1452-1453; Vienna, Kunsthistorisches Museum, proveniente dalla chiesa di San Francesco a Montefalco (?).
- Santa Chiara, affresco, 1452 (rifacimento di un'opera del 1430); Montefalco, monastero di Santa Chiara.
- Testa di Cristo, affresco staccato, 1455 circa; Roma, Museo nazionale del Palazzo di Venezia, proveniente dalla chiesa di Santa Chiara di Piperno (l'attuale Priverno).
- Pala della Sapienza Nuova, tempera su tavola, 1456; Perugia, Galleria nazionale dell'Umbria, proveniente dal collegio di San Girolamo (Sapienza Nuova) a Perugia.
- La Vergine protegge Sermoneta, tempera su tavola, 1458; Sermoneta, Cattedrale.
- Sant'Antonio da Padova con due donatori, affresco, 1458-1460: Roma, Basilica di Santa Maria in Ara Coeli.
- Il corteo dei Magi, affresco, 1459; Firenze, Palazzo Medici Riccardi.
- Il giardino del Paradiso, affresco, 1459-1460; Firenze, Palazzo Medici Riccardi.
- Agnus dei, affresco, 1459; Firenze, Palazzo Medici Riccardi.
- Madonna con Bambino, tempera su tavola, 1460- 1461; Cambridge, Fogg Art Museum, proveniente da Firenze (?).
- Madonna con Bambino e cherubini, tempera su tavola, 1460 circa; Detroit, collezione Ford.
- Pala della Compagnia della Purificazione e di San Zanobi, tempera su tavola, 1461; proveniente dalla Basilica di San Marco (Firenze):
  - Madonna con Bambino, angeli e i santi Giovanni Battista, Girolamo, Zanobi, Pietro, Domenico e Francesco, Londra, National Gallery.
  - San Zanobi resuscita un bambino, Berlino, Staatliche Museen.
  - Festino di Erode e decollazione del Battista, Washington, National Gallery of Art.
  - San Domenico resuscita un bambino, Milano, Pinacoteca di Brera.
  - Purificazione della Vergine, Filadelfia, collezione Johnson.
  - Caduta di Simon Mago, Londra, Hampton Court.
  - Pilastrino con i santi Bartolomeo, Giacomo maggiore e Giovanni Battista, Firenze, Galleria dell'Accademia.
- Matrimonio mistico di santa Caterina, tempera su tavola, 1461-1464; Firenze, Museo nazionale di San Marco, proveniente dalla Basilica di Santa Croce a Firenze.
- Cristo in pietà tra i santi Giovanni evangelista e Maria Maddalena, tempera su tavola, 1461- 1464; Firenze, Museo nazionale di San Marco, proveniente dalla Basilica di Santa Croce a Firenze.
- I santi Antonio abate e Benedetto, tempera su tavola, 1461-1464; Firenze, Museo nazionale di San Marco, proveniente dalla Basilica di Santa Croce a Firenze.
- Predella dell'Altare Alessandri, tempera su tavola, 1462-1463; New York, Metropolitan Museum of Art, proveniente dalla chiesa di San Pier Maggiore (Firenze) (distrutta).
- Crocifissione tra i santi Girolamo e Domenico, tempera su tavola, 1459-1464; Locko Park, collezione Drury- Lowe, proveniente da Firenze.
- Madonna dell'Umiltà e due angeli, tempera su tavola centinata, 1460-1465; Monaco di Baviera, collezione privata.
- Storie di sant'Agostino, ciclo di affreschi, 1464-1465; Chiesa di Sant'Agostino (San Gimignano).
- Santi e loro storie, ciclo di affreschi, 1464-1465; chiesa di Sant'Agostino (San Gimignano).
- Evangelisti, affreschi, 1464-1465; chiesa di Sant'Agostino (San Gimignano).
- San Sebastiano intercessore, affresco, 1464; Chiesa di Sant'Agostino (San Gimignano).
- Martirio di San Sebastiano, affresco, 1464; Duomo di San Gimignano.
- Madonna con Bambino, angeli e i santi Andrea e Prospero; predella, tempera su tavola, 1466; Museo Civico (San Gimignano).
- Crocifissione e profeti, affresco, 1466; San Gimignano, convento di Monte Oliveto.
- Due santi, affresco, 1467; Palazzo Comunale (San Gimignano).
- Crocifissione, i santi Girolamo e Francesco e committente, affresco staccato, 1467-1468; Palazzo Comunale (San Gimignano),
- Matrimonio mistico di santa Caterina con i santi Lucia, Bartolomeo e Francesco, tempera su tavola, 1466; Terni, Pinacoteca Comunale, proveniente dalla chiesa di Santa Maria dell'Oro a Terni.
- Madonna con Bambino, due angeli e i santi Maria Maddalena, Giovanni Battista, Agostino e Marta, tempera su tavola, 1466- 1467; Museo Civico (San Gimignano), proveniente dalla chiesa della Maddalena a San Gimignano.
- Tabernacolo dei Giustiziati, affreschi staccati, 1467 (in collaborazione con altri); Certaldo, Ex chiesa dei Santi Tommaso e Prospero.
- Santa Maria Maddalena e la beata Fina da San Gimignano, tempera su tavola, 1467-1470; Avignone, Musée du Petit Palais, proveniente da San Gimignano.
- San Girolamo e un beato, tempera su tavola, 1467-1470; Madrid, collezione Thyssen, proveniente da San Gimignano.
- Cristo passo, tempera su tavola, 1467-1470; Milano, Pinacoteca di Brera, proveniente da San Gimignano (?).
- San Giovanni evangelista, tempera su tavola, 1470 circa; Bergamo, Accademia Carrara.
- Affreschi del Camposanto, ciclo di affreschi, 1469-1484; Pisa, Camposanto monumentale.
- Sinopie degli affreschi del Camposanto, sinopie, 1469-1484; Pisa, Museo delle sinopie, provenienti dal Camposanto monumentale di Pisa.
- La Vergine con Bambino e i santi Rocco, Lorenzo, Antonio abate e Bernardino e i committenti, tempera su tavola, 1470 (aiuti di bottega); Pisa, Museo dell'Opera del Duomo, proveniente dalla chiesa di San Lazzaro fuori le mura a Pisa.
- Trionfo di san Tommaso d'Aquino, tempera su tavola, 1470-1473; Parigi, Museo del Louvre, proveniente dal Duomo di Pisa.
- Madonna con Bimbo in trono e i santi Giovanni Battista, Gregorio, Domenico, Giovanni evangelista, Giuliano e Francesco, tempera su tavola, 1473-1478; Ottawa, National Gallery of Canada, proveniente da Pisa.
- Tabernacolo di Legoli, ciclo di affreschi, 1479-1480; Cappella di Santa Caterina (Legoli).
- Crocifissione con le Pie donne e santi domenicani, affresco, 1480 circa: Chiesa di San Domenico (Pisa).
- Compianto sul Cristo morto, tempera su tavola, 1480-1490; Melbourne Hall, collezione privata, proveniente da Pisa.
- Gli intercessori santi Nicola da Tolentino, Rocco, Sebastiano e Bernardino, angeli e committenti, tempera su tavola trasportato su tela, 1481; New York, Metropolitan Museum, proveniente da Pisa.
- La Santa Croce tra due angeli, san Giovanni evangelista e l'Addolorata, affresco, 1480-1485; Chiesa di San Benedetto (Pisa).
- Madonna con Bambino, due angeli e i santi Scolastica, Benedetto, Orsola e Giovanni Gualberto, tempera su tavola, 1490 circa; Pisa, Museo nazionale di San Matteo, proveniente dalla chiesa di San Benedetto (Pisa).
- Cavalcata dei Magi, affresco, 1485-1490; Duomo di Volterra.
- Affreschi del Tabernacolo della Madonna della Tosse, ciclo di affreschi, 1484 (aiuti di bottega); Castelfiorentino, BEGO-Museo Benozzo Gozzoli, proveniente dal tabernacolo della Madonna della Tosse a Castelfiorentino.
- Affreschi del Tabernacolo della Visitazione, ciclo di affreschi, 1491 (aiuti di bottega); Castelfiorentino, BEGO-Museo Benozzo Gozzoli, proveniente dal Tabernacolo della Visitazione a Castelfiorentino.
- Madonna con Bambino, tempera su tavola centinata, 1490-1495; Calci, Pieve.
- Madonna con Bambino e due angeli, tempera su tavola, 1495 circa (ritocchi del XVI secolo); Praga, Galleria Nazionale; proveniente da Pisa (?).
- Deposizione dalla croce, olio su tela, 1496-1497; Firenze, Museo Horne, proveniente dal Duomo di Pistoia.
- Resurrezione di Lazzaro, olio su tela, 1497; Washington, National Gallery of Art, proveniente dal Duomo di Pistoia.
- San Girolamo penitente, tempera su tavola, 1495-1496; Firenze, Museo Bardini.
- Madonna con Bambino, angeli e santi, sinopia, 1497; Pistoia, Palazzo Comunale.

### Disegno
- Storie della vita di santa Chiara da Montefalco, 1450- 1452; Londra, National Gallery, proveniente dalla chiesa di Santa Chiara a Montefalco.
- Morte di santa Chiara da Montefalco, 1450- 1452; Dresda, Gemäldegalerie Alte Meister, proveniente dalla chiesa di Santa Chiara a Montefalco.
- Nascita della Vergine (disegno per ricamo), 1490- 1491; New York, Metropolitan Museum, proveniente da Pisa.

### Miniatura
- Papa Eugenio IV, dal codice delle profezie di Gioacchino da Fiore, 1445- 1447; Londra, British Library, proveniente da Firenze.
- Il sogno di Innocenzo III, dal manoscritto VI, 1496- 1497; Pistoia, Convento di Giaccherino.

### Scultura
- Collaborazione alle formelle della porta del Paradiso, bronzo dorato, 1445- 1448 (in collaborazione con Lorenzo Ghiberti); Firenze, Museo dell'Opera del Duomo, proveniente dal Battistero di San Giovanni (Firenze):
  - Incontro della regina di Saba con Salomone
  - La presa di Gerico

### Monografie
- Elena Berti Toesca, Benozzo Gozzoli: gli affreschi della Cappella Medicea, Milano, Pizzi, 1958
- Antonio Boschetto, Benozzo Gozzoli nella Chiesa di San Francesco a Montefalco Milano, Istituto Editoriale Italiano, 1961
- Piero Bargellini, Il Concilio di Firenze e gli affreschi di Benozzo, Firenze, Vallecchi, 1961
- Anna Padoa Rizzo, Benozzo Gozzoli, pittore fiorentino, Firenze, Edam, 1972
- Alberto Amaducci, La cappella di Palazzo Medici, Firenze, Arsuna, 1977
- Bruno Santi, Palazzo Medici Riccardi, Firenze, Becocci, 1983
- Gli affreschi di Benozzo Gozzoli a Castelfiorentino (1484–1490) a cura di Rosanna Caterina Proto Pisani e Anna Padoa Rizzo, Pisa, Pacini, 1987
- Arte e committenza a Pistoia alla fine del secolo XV. Benozzo Gozzoli e i suoi figli Francesco e Alesso; nuove ricerche a cura di Anna Padoa Rizzo, Pistoia, Cassa di Risparmio di Pistoia e Pescia, 1989
- Franco Cardini, I Re Magi di Benozzo a Palazzo Medici, Firenze, Arnaud, 1991
- Anna Padoa Rizzo, Benozzo Gozzoli. Catalogo completo dei dipinti, Firenze, Cantini, 1992
- Benozzo Gozzoli: la Cappella dei Magi a cura di Cristina Acidini Luchinat, Milano, Electa, 1993
- Diane Cole Ahl, Benozzo Gozzoli, New Haven, Yale University Press, 1996
- Il Camposanto di Pisa a cura di Clara Baracchini e Enrico Castelnuovo, Torino, Einaudi, 1996.
- Benozzo Gozzoli in Toscana a cura di Anna Padoa Rizzo con Annamaria Bernacchioni, Nicoletta Pons e Lisa Venturini, Firenze, Cantini, 1997
- Anna Padoa Rizzo, Benozzo Gozzoli in Umbria, Firenze, Cantini, 1997
- Elvio Lunghi, Benozzo Gozzoli a Montefalco, Assisi, Editrice Minerva, 1997
- Silvestro Nessi, Benozzo Gozzoli a Montefalco, Assisi, Porziuncola, 1997
- Maria Luigia Orlandi, Benozzo Gozzoli a Pisa: i documenti (1468-1495), Pisa, Pacini, 1997
- Anna Padoa Rizzo, Benozzo Gozzoli in Toscana, Firenze, Octavo, 1997
- Ead, Benozzo Gozzoli in Umbria, Firenze, Octavo, 1997
- Beato Angelico e Benozzo Gozzoli. Artisti del Rinascimento a Perugia catalogo della mostra a cura di Vittoria Garibaldi, Cinisello Balsamo, Silvana Editoriale, 1998
- Benozzo Gozzoli. Le storie di Sant'Agostino a San Gimignano a cura di Roberto Cardini, Anna Padoa Rizzo e Mariangela Regoliosi, Roma, Bulzoni, 2001
- Cristina Acidini Luchinat, Benozzo Gozzoli, Cinisello Balsamo, Scala, 1999
- Marco Bussagli, Benozzo Gozzoli, Firenze, Giunti, 1999
- Silvestro Nessi, Benozzo Gozzoli: la vita e le opere con le immagini degli affreschi a Montefalco, Perugia, Quattroemme, 2001
- Benozzo Gozzoli e l'architettura - Atti della giornata di studi per il V centenario della morte a cura di Emanuela Andreatta e Valerio Tesi, Firenze, 2002
- Benozzo Gozzoli: allievo a Roma, maestro in Umbria catalogo della mostra a cura di Bruno Toscano e Giovanna Capitelli, Milano, Silvana Editoriale, 2002
- Benozzo Gozzoli: viaggio attraverso un secolo - Atti del convegno internazionale di studi a cura di Enrico Castelnuovo e Alessandra Malquori, Pisa, Pacini, 2003
- Anna Padoa Rizzo, Benozzo Gozzoli: un pittore insigne, “pratico di grandissima invenzione”, Milano, Silvana Editoriale, 2003
- Il colore di Benozzo Gozzoli: due predelle della Pinacoteca di Brera catalogo a cura di Matteo Ceriana e Valentina Maderna, Milano, Electa, 2003
- Cristina Acidini Luchinat, Benozzo Gozzoli, Scala, Antella (Firenze) 2007
- Benozzo Gozzoli e Cosimo Rosselli nelle terre di Castelfiorentino. Pittura devozionale in Valdelsa, catalogo della mostra a cura di Serena Nocentini e Anna Padoa Rizzo, Firenze, Maschietto Editore, 2011
- Emma Micheletti, BENOZZO di Lese, in Dizionario biografico degli italiani, vol. 8, Roma, Istituto dell'Enciclopedia Italiana, 1966. URL consultato il 5 ottobre 2017.
- Benozzo Gozzoli a San Gimignano, a cura di Gerardo de Simone, Cristina Borgioli, catalogo mostra (San Gimignano, Pinacoteca e Museo d’Arte Sacra, 18 giugno-1º novembre 2016), Firenze, Ed. Giunti, 2016

### Articoli, saggi, contributi
- Roberto Longhi, Una crocefissione di Benozzo giovane in «Paragone» n. 123, pp. 3-7, 1960
- Silvestro Nessi, Un restauro di Benozzo a Montefalco in «Commentari» n. 16, pp. 222-224, 1965
- Maria Grazia Ciardi-Dupré dal Poggetto, Sulla collaborazione di Benozzo Gozzoli alla porta del paradiso in «Antichità viva» n. 6, pp. 60-73, 1967
- Anna Padoa Rizzo, Benozzo ante 1450 in «Commentari» n. 1-2, pp. 52-62, 1969
- Ead, Una precisazione nella collaborazione di Benozzo agli affreschi del Convento di San Marco in «Antichità viva» n. 2, pp. 9-13, 1969
- Marco Tangheroni e Mario Del Tacca, Il tabernacolo campestre di Legoli affrescato da Benozzo Gozzoli in «Antichità pisane» n. 1, pp. 36-41, 1974
- Anna Padoa Rizzo, Note su un 'San Girolamo penitente' di Benozzo in «Antichità viva» n. 19, pp. 14-19, 1980
- Diane Cole Ahl, Benozzo Gozzoli's frescoes of the life of Saint Augustine in San Gimignano: their meaning in context in «Artibus et historiae» n. 13, pp. 35-53, 1986
- Giovanna Nepi Scirè, Benozzo Gozzoli e bottega, in «Restauri alle Gallerie dell'Accademia. Quaderni della Soprintendenza ai Beni Artistici e Storici di Venezia» n. 13, pp. 43-50, 1987
- Diane Cole Ahl, Due San Sebastiano di Benozzo Gozzoli a San Gimignano: un contributo al problema della pittura per la peste nel Quattrocento in «Rivista d'arte» n. 4, pp. 31-61, 1988
- Anna Padoa Rizzo, I tabernacoli di Castelfiorentino nell'attività di Benozzo Gozzoli in Valdelsa in «Miscellanea storica della Valdelsa» n. 94, pp. 73-80, 1988
- Stefania Pasti, Nicolò V, l'Angelico e le antichità di Roma di Benozzo Gozzoli  in Da Pisanello alla nascita dei Musei Capitolini: l'antico a Roma alla vigilia del Rinascimento catalogo della mostra, pp. 135-143, 1988
- Avraham Ronen, Gozzoli's St. Sebastian altarpiece in San Gimignano in «Mitteilungen des Kunsthistorischen Institutes in Florenz» n. 1/2, pp. 77-126, 1988
- Bruno Toscano, La pittura del Quattrocento in Umbria in La pittura in Italia. Il Quattrocento a cura di Federico Zeri, vol. II, pp. 355–383, 1988
- Id., Oscillazioni della committenza religiosa a metà Quattrocento in La pittura in Italia. Il Quattrocento, vol. II, pp. 507-513, 1988
- Id., Dal monumento al museo in Museo comunale di San Francesco a Montefalco a cura di B. Toscano, pp. 13–28, Perugia, Electa, 1990
- Anna Padoa Rizzo, L'attività di Benozzo Gozzoli per la compagnia di Santa Maria delle Laudi e Sant'Agnese (1439, 1441) in «Rivista d'arte» n. 4, pp. 203-210, 1991
- Daniele Rossi, Un San Sebastiano di Benozzo Gozzoli a San Gimignano: considerazioni sulla tecnica di esecuzione in «Kermes» n. 4, pp. 20-26, 1991.
- Diane Cole Ahl, Benozzo Gozzoli's Santa Rosa da Viterbo Cycle: the decorum of Saintly Narrative in Decorum in Renaissance narrative art a cura di Francis Ames-Lewis and Anka Bednarek, Birkbeck College, University of London, pp. 61-69, 1992
- Antonio Paolucci, L'infinito corteo. Benozzo Gozzoli, la "Cavalcata dei Magi" in Palazzo Medici Riccardi in «FMR» n. 100, pp. 34-54, 1993
- Diane Cole Ahl, Benozzo Gozzoli's cycle of the life of Saint Francis in Montefalco: hagiography and homily in Saints: studies in hagiography a cura di Sandro Sticca, Binghamton, NY, Medieval & Renaissance Texts & Studies, pp. 192-213, 1996
- Maria Sframeli, L'oreficeria nella pittura di Benozzo Gozzoli: i gioielli proibiti in «Art e dossier» n. 120, pp. 28-33, 1997
- Maria Alessandra Cassiani, Intorno al ciclo di Benozzo Gozzoli a Montefalco: questioni di iconografia in «Storia dell'arte» n. 93-94, pp. 169-176, 1999
- Marco Bussagli, Implicazioni astrologiche nel "Corteo dei Magi" di Benozzo Gozzoli in palazzo Medici Riccardi a Firenze in «Storia dell'arte» n. 93/94, pp. 183-197, 1999
- Simona Olivetti, La cappella dei Ss. Michele e Pietro ad Vincula: Piero della Francesca, il cardinale d'Estouteville e la crociata di Pio II in «Storia dell'arte» n. 93/94, pp. 177-182, 1999
- Cristina Acidini Luchinat, Benozzo Gozzoli e i Medici: la cappella dei Magi nel palazzo Medici Riccardi a Firenze in I lunedì della galleria - Soprintendenza per i Beni Ambientali Architettonici Artistici e Storici dell'Umbria, Galleria Nazionale dell'Umbria a cura di Rosaria Mencarelli, Perugia, Gramma, pp. 85-106, 2000
- Elvio Lunghi, Benozzo Gozzoli in Umbria (e una traccia di Benozzo nell'Isola Bisentina) in I lunedì della galleria, Perugia, Gramma, pp. 49-64, 2000.
- Lorenza Melli, Sui "libri di disegni" di Benozzo Gozzoli: l'"Assedio di Perugia" degli Uffizi e gli "Studi di teste" dell'Accademia di Venezia in «Mitteilungen des Kunsthistorischen Institutes in Florenz» n. 44, pp. 169-192, 2001.
- Antonio Pinelli, Esercizi di metodo: Piero e Benozzo a Roma, tra cronologia relativa e cronologia assoluta in «Ricerche di storia dell'arte» n. 76, pp. 7-30, 2002
- Cristina Acidini Luchinat, Viaggio nel sacro: ritratti di Medici e d'altri contemporanei nella Cappella dei Magi in Stanze segrete, raccolte per caso: i Medici Santi, gli arredi celati catalogo della mostra a cura di Cristina Giannini, Firenze, Olschki, pp. 3-24, 2004
- Diane Cole Ahl, Camposanto, Terra santa: picturing the Holy Land in Pisa in «Artibus et historiae» n. 24, pp. 95-122, 2004
- Pia Palladino, Benozzo Gozzoli (Benozzo di Lese di Sandro) in Fra Angelico catalogo della mostra a cura di Laurence Kanter e Pia Palladino, New Haven, Yale University Press, pp. 301-303, 2005
- Patrizia La Porta, Benozzo Gozzoli in La Collegiata di San Gimignano. L'architettura, i cicli pittorici murali e i loro restauri a cura di Alessandro Bagnoli, vol. II pp. 477-482, 2009
- Gerardo de Simone, Benozzo Gozzoli a San Gimignano. «Spectabilis magister […] pictor eximius», in Benozzo Gozzoli a San Gimignano, catalogo mostra (2016), pp. 13-19
- Diane Cole Ahl, Benozzo Gozzoli e gli affreschi di San Gimignano, ivi, pp. 21-27
- Cristina Borgioli, Benozzo Gozzoli e le arti applicate. Opere, documenti e qualche riflessioni, ivi, pp. 29-35